# Oncocnemis polingii
Oncocnemis polingii är en fjärilsart som beskrevs av Barnes 1904. Oncocnemis polingii ingår i släktet Oncocnemis och familjen nattflyn. Inga underarter finns listade i Catalogue of Life.